# Egutu Oliseh
Egutu Oliseh (Lagos, 18 november 1980) is een Nigeriaans voormalig profvoetballer die als middenvelder speelde.

## Carrière
Oliseh begon zijn profcarrière bij AS Nancy. Op 26 februari 1999 maakte hij op het veld van Stade Rennais zijn debuut in de Ligue 1: in de 88e minuut mocht hij invallen voor Frédéric Biancalani. Oliseh speelde 52 officiële wedstrijden voor Nancy in alle competities. Tussendoor werd hij uitgeleend aan tweedeklassers CS Louhans-Cuiseaux en AS Beauvais Oise.
In 2003 maakte Oliseh op definitieve basis de overstap naar tweedeklasser Grenoble Foot. De Nigeriaan kreeg er veel speeltijd – vooral in zijn tweede seizoen –, maar Grenoble slaagde er nooit in om de middenmoot te ontstijgen. Na twee seizoenen verliet Oliseh de club voor de Belgische eersteklasser La Louvière. Oliseh werd meteen een basisspeler bij les Loups, maar kon niet verhinderen dat de club laatste eindigde. De middenvelder hield er evenwel een transfer naar de Engelse tweedeklasser Queens Park Rangers aan over.
Het Engelse avontuur van Oliseh was geen lang leven beschoren: met amper twee competitiewedstrijden in de Championship op de teller keerde hij in januari 2007 terug naar Frankrijk, waar hij voor Montpellier HSC tekende. Na anderhalf seizoen in de Ligue 2 trok hij in de zomer van 2008 naar Griekenland, waar hij de rest van zijn profcarrière zou blijven spelen.

## Privé
Zijn broers Sunday en Azubuike waren eveneens profvoetballer. Zijn broer Churchill is de vader van profvoetballer Sekou Oliseh.